# 羊蹄甲生小煤炱
羊蹄甲生小煤炱（学名：Meliola bauhiniicola）是属于小煤炱目小煤炱科小煤炱属的一种真菌，寄生在羊蹄甲属植物上。该种分布于中国。